# Победное (Кировский район)
Побе́дное (до 1945 года Кие́т; укр. Победне, крымскотат. Kiyet, Киет) — исчезнувшее село в Кировском районе Республики Крым, располагавшееся на севере района, в степной части Крыма, на берегу Сиваша, в районе устья реки Чурук-Су, примерно в 2 км к юго-востоку от современного села Красновка.

## История
Первое документальное упоминание села встречается в Камеральном Описании Крыма… 1784 года, судя по которому, в последний период Крымского ханства Киет входил в Арабатский кадылык Кефинского каймаканства. После присоединения Крыма к России (8) 19 апреля 1783 года, (8) 19 февраля 1784 года, именным указом Екатерины II сенату, на территории бывшего Крымского Ханства была образована Таврическая область и деревня была приписана к Левкопольскому, а после ликвидации в 1787 году Левкопольского — к Феодосийскому уезду Таврической области. После Павловских реформ, с 1796 по 1802 год, входила в Акмечетский уезд Новороссийской губернии. По новому административному делению, после создания 8 (20) октября 1802 года Таврической губернии, Киет был включён в состав Парпачской волости Феодосийского уезда.
По Ведомости о числе селений, названиях оных, в них дворов… состоящих в Феодосийском уезде от 14 октября 1805 года, в деревне Кият числилось 18 дворов и 83 жителя. На военно-топографической карте генерал-майора Мухина 1817 года деревня Кият обозначена с 20 дворами. После реформы волостного деления 1829 года Кият, согласно «Ведомости о казённых волостях Таврической губернии 1829 года», отнесли к Агерманской волости (переименованной из Парпачской). На карте 1836 года в деревне 22 двора, как и на карте 1842 года.
В 1860-х годах, после земской реформы Александра II, деревню приписали к Арма-Элинской волости. Согласно «Списку населённых мест Таврической губернии по сведениям 1864 года», составленному по результатам VIII ревизии 1864 года, Киет — владельческая татарская и русская деревня с 3 дворами и 21 жителем при протоке Чурюк-су. По обследованиям профессора А. Н. Козловского начала 1860-х годов, в селении «имелось достаточное количество пресной воды» из колодцев глубиною не более 1,5 сажени (менее 3 м). На трёхверстовой карте Шуберта 1865—1876 годов в деревне Киет обозначено 16 дворов. По «Памятной книге Таврической губернии 1889 года», включившей результаты Х ревизии 1887 года, в деревне Киэт, уже Владиславской волости, числилось 29 дворов и 196 жителей. По «…Памятной книжке Таврической губернии на 1892 год» в Киэте, входившем в Владиславское сельское общество, числилось 46 жителей в 2 домохозяйствах, а в не входившем в сельское общество — 6 безземельных. По «…Памятной книжке Таврической губернии на 1902 год» в деревне Киет числилось 105 жителей в 12 домохозяйствах. По Статистическому справочнику Таврической губернии. Ч.II-я. Статистический очерк, выпуск пятый Феодосийский уезд, 1915 год, в деревне Киет Владиславской волости Феодосийского уезда числилось 18 дворов (все дворы с землёй) с русским населением в количестве 247 человек приписных жителей и 43 — «посторонних», из которых 138 мужчин и 152 женщины. Жители владели 1750 десятинами удобной земли. В хозяйствах имелось 312 лошадей, 230 волов и 180 коров.
После установления в Крыму Советской власти, по постановлению Крымревкома от 8 января 1921 года была упразднена волостная система и село вошло в состав вновь созданного Владиславовского района Феодосийского уезда, а в 1922 году уезды получили название округов. 11 октября 1923 года, согласно постановлению ВЦИК, в административное деление Крымской АССР были внесены изменения, в результате которых округа ликвидировались и Владиславовский район стал самостоятельной административной единицей. Декретом ВЦИК от 4 сентября 1924 года «Об упразднении некоторых районов Автономной Крымской С. С. Р.» Владиславовский район в октябре 1924 года был преобразован в Феодосийский и село включили в его состав. Согласно Списку населённых пунктов Крымской АССР по Всесоюзной переписи 17 декабря 1926 года, в селе Киет, центре Киетского сельсовета Феодосийского района, числилось 43 двора, из них 42 крестьянских, население составляло 214 человек, из них 199 русских, 14 украинцев и 1 татарин. Постановлением ВЦИК «О реорганизации сети районов Крымской АССР» от 30 октября 1930 года из Феодосийского района был выделен (воссоздан) Старо-Крымский район (по другим сведениям 15 сентября 1931 года) и село включили в его состав, а, с образованием в 1935 году Кировского — в состав нового района.
В 1944 году, после освобождения Крыма от фашистов, согласно Постановлению ГКО СССР № 5859 от 11 мая 1944 года, 18 мая крымские татары были депортированы в Среднюю Азию. 12 августа 1944 года было принято постановление № ГОКО-6372с «О переселении колхозников в районы Крыма» и в сентябре того же года в село приехали первые переселенцы, 428 семей, из Тамбовской области, а в начале 1950-х годов последовала вторая волна переселенцев. С 1954 года местами наиболее массового набора населения стали различные области Украины. Указом Президиума Верховного Совета РСФСР от 21 августа 1945 года Киет был переименован в Победное, а Киетский сельсовет — в Победненский. С 25 июня 1946 года селение в составе Крымской области РСФСР, а 26 апреля 1954 года Крымская область была передана из состава РСФСР в состав УССР. Время упразднения сельсовета и включения в Васильковский пока не установлено: на 15 июня 1960 года село уже числилось в составе. Указом Президиума Верховного Совета УССР «Об укрупнении сельских районов Крымской области» от 30 декабря 1962 года Кировский район был упразднён, и село присоединили к Нижнегорскому району. Видимо, в рамках этой же кампании был ликвидирован сельсовет. 1 января 1965 года указом Президиума ВС УССР «О внесении изменений в административное районирование УССР — по Крымской области», Победное вновь включили в состав Кировского района. Ликвидировано в период с 1968 года, когда Победное ещё было записано в составе Синицынского сельсовета по 1977 год, когда оно уже значилось в списках упразднённых сёл.

### Динамика численности населения
| - 1805 год — 83 чел. - 1864 год — 21 чел. - 1889 год — 196 чел. - 1892 год — 52 чел. | - 1902 год — 105 чел. - 1915 год — 247/43 чел. - 1926 год — 214 чел. |